# Sant Just del Besun
Sant Just del Besun (en francès Saint-Just-et-le-Bézu) és un municipi de la regió d'Occitània, al departament de l'Aude.